# Armand-Anne-Auguste-Antonin Sicaire de Chapt de Rastignac
Armand Anne Auguste Antoine Saicaire Chapt de Rastignac est un religieux et homme politique français né le 30 octobre 1727 à Sarlat (Dordogne) et décédé le 3 septembre 1792 à Paris.

## Biographie
Armand Anne Auguste Antoine Saicaire Chapt de Rastignac naît le 30 octobre 1727 à Sarlat, en Dordogne, fils de Charles Chapt de Rastignac, marquis de Laxion, et de Marie Jacqueline Eléonore d'Aydie de Ribérac.
Il est aussi un cousin de Louis Jacques Chapt de Rastignac, archevêque de Tours, et du maréchal de Biron,  
Séminariste au séminaire de Saint Sulpice, il devient en 1754 docteur en théologie, en Sorbonne.  
Il est membre de l'assemblée du clergé en 1755 et 1760. En 1757, il refuse l'évêché de Tulle
En 1773, avec l'appui de son parent, le maréchal de Biron, il fait abbé commendataire de l'abbaye de Micy près d'Orléans, prévôt de Saint-Martin de Tours puis archidiacre et grand vicaire d'Arles.  
Il est élu député du clergé aux États généraux de 1789 pour le bailliage d'Orléans. 
Il siège à droite, proteste en 1790 contre la suppression des titres et se prononce pour la religion catholique comme religion d'Etat. Il vote contre les assignats et contre le rattachement d'Avignon. 
Le 8 septembre 1791, il proteste contre la constitution. 
Après avoir signé une protestation contre les décrets en matière ecclésiastique puis refusé de prêter serment à la Constitution civile du clergé, il reste à Paris. 
Il est arrêté et emprisonné le 26 août 1792 à la prison de l'Abbaye,. C'est là qu'il est l'une des victimes des massacres de septembre, tout comme Claude Antoine de Valdec de Lessart ou Armand Marc de Montmorin Saint-Hérem quelques jours plus tard parmi les victimes Madame de Lamballe amie avec la future reine Marie-Antoinette d'Autriche, épouse de Louis XVI.

### Publications
- Questions sur la propriété des biens-fonds ecclésiastiques en France (Paris, 1789)
- Accord de la révélation et de la raison contre le divorce (1791)

### Sources
- « Armand-Anne-Auguste-Antonin Sicaire de Chapt de Rastignac », dans Adolphe Robert et Gaston Cougny, Dictionnaire des parlementaires français, Edgar Bourloton, 1889-1891 [détail de l’édition]